# Jelgavas novads
Jelgavas novads is een gemeente in Semgallen in het zuiden van Letland. Het bestuurscentrum is Jelgava, dat zelf echter niet tot de gemeente behoort.
De huidige gemeente ontstond op 1 juli 2021, toen de bestaande gemeente werd uitgebreid met Ozolnieku novads. Sindsdien komt het grondgebied van Jelgavas novads overeen met dat van het vroegere district Jelgava (1950-2009).
De eerdere gemeente Jelgavas novads was in 2009 eveneens voortgekomen uit een herindeling, waarbij de toenmalige stad Kalnciems (met omliggend gebied) en de landelijke gemeenten Eleja, Glūda, Jaunsvirlauka, Lielplatone, Līvbērze, Platone, Sesava, Svēte, Valgunde, Vilce, Vircava en Zaļenieki waren samengevoegd.
Nationale steden (valstspilsētas):

Daugavpils  · Jelgava · Jūrmala · Liepāja · Rēzekne · Riga · Ventspils

Gemeenten (novadi):

Ādažu novads
· Aizkraukles novads
· Alūksnes novads
· Augšdaugavas novads
· Balvu novads
· Bauskas novads
· Cēsu novads
· Dienvidkurzemes novads
· Dobeles novads
· Gulbenes novads
· Jelgavas novads
· Jēkabpils novads
· Krāslavas novads
· Kuldīgas novads
· Ķekavas novads
· Limbažu novads
· Līvānu novads
· Ludzas novads
· Madonas novads
· Mārupes novads
· Ogres novads 
· Olaines novads
· Preiļu novads
· Rēzeknes novads 
· Ropažu novads
· Salaspils novads
· Saldus novads
· Saulkrastu novads
· Siguldas novads
· Smiltenes novads
· Talsu novads
· Tukuma novads
· Valkas novads
· Valmieras novads
· Varakļānu novads
· Ventspils novads 